# 앞서 해보기
앞서 해보기 또는 얼리 액세스(영어: early access, alpha access or game preview)는 비디오 게임 산업에서 사용되는 사업 모델로, 소비자가 소프트웨어 주기 초기 단계에 있는 비디오 게임을 미리 구입하고 체험하면서 개발사는 펀딩 형식으로 제작 자금을 마련한다. 앞서 해보기에 참여하는 플레이어들은 디버그에 참가하고 개발자에게 피드백을 전달할 수 있다. 앞서 해보기는 소규모 인디 게임들에 자주 도입되는 모델로, 크라우드펀딩 형식으로 진행하기도 한다.